# Dirk Valk
Dirk Valk (Zwijndrecht, gedoopt 25 maart 1781 - Den Helder, 10 maart 1863) was een Nederlandse schout en voorman van de Christelijke Broedergemeente.

## Leven en werk
Valk werd in 1781 in Zwijndrecht geboren als zoon van Burger Valk en van Johanna Geerlof. Valk werd in 1813 benoemd tot schout en secretaris van Waddinxveen. Omstreeks 1816 sloot hij zich aan bij de Christelijke Broedergemeente een groepering rond ene Stoffel Muller en Maria Leer, die een terugkeer naar de gebruiken van de vroegchristelijke gemeente predikten. De ideeën van de broederschap werden door Valk en zijn vrouw Helena van der Gijp van harte onderschreven. Zij boden onderdak aan de leden van deze sekte. Voor Valk betekende deze stap echter een ontslag uit zijn functie van schout door de ambachtsheer. Het leven werd hen vervolgens in Waddinxveen onmogelijk gemaakt. Hij trok mee toen de groep zich in Polsbroekerdam vestigde en maakte vervolgens de trek van de groep mee via Puttershoek naar Dordrecht. In 1820 werd hij wegens "landloperij" en "belediging van de rechtbank" veroordeeld tot een gevangenisstraf. In 1829 kocht de groep een scheepswerfje bij Zwijndrecht en vestigde zich aldaar. Vanaf die tijd werd de groepering ook wel aangeduid als de "Zwijndrechtse nieuwlichters". Valk had in 1823 de groep verlaten en had een huis in Mijdrecht gekocht. Samen met zijn vrouw en enkele medestanders verwachtte hij daar een spoedige wederkomst van Christus. Hij nam meer en meer afstand van de Zwijndrechtse groep, die na het overlijden van Muller in 1833 vooral onder invloed stond van Maria Leer. Valk toonde zich meer gematigder en verzette zich in veel mindere mate tegen de regels van burgerlijke overheid. Hij was de schrijver van de geloofsbelijdenis van de broedergemeente. Zijn vrouw was hoogstwaarschijnlijk degene die de meeste gezangen voor de gemeente heeft geschreven. Valk en zijn vrouw hadden al hun geld in de broederschap gestoken. Na 1844 vertrokken zij naar Den Helder, waar zij in huis genomen werden door een volgeling. Zijn vrouw overleed er in 1854 op 75-jarige leeftijd. Valk overleefde zijn vrouw negen jaar. Hij overleed op 10 maart 1863 op 81-jarige leeftijd eveneens in Den Helder.

## De Waterman
Valk heeft voor de schrijver Arthur van Schendel model gestaan voor Hogerzeijl, een personage in zijn roman De Waterman.